# Pelecorhynchus montanus
Pelecorhynchus montanus är en tvåvingeart som beskrevs av Hardy 1916. Pelecorhynchus montanus ingår i släktet Pelecorhynchus och familjen Pelecorhynchidae. Inga underarter finns listade i Catalogue of Life.